# 国立オリンピック記念青少年総合センター
国立オリンピック記念青少年総合センター（こくりつオリンピックきねんせいしょうねんそうごうセンター、英称：Youth Education National Olympics Memorial Youth Center、英略称:NYCは、東京都渋谷区代々木神園町3番1号に所在する社会教育施設（研修所）である。青少年に学習と体育活動の場を提供することを目的にいわゆる研修センターとして、文部科学省所管の独立行政法人国立青少年教育振興機構が運営する。略称は「国立オリンピックセンター」が一般的である。愛称はオリンピックセンター、オリセン

## 概要
陸軍省によって当地に代々木練兵場を1909年に開設し、その隣接する御料地（明治神宮）の一部を1920年に併合。
終戦によって代々木練兵場は進駐軍に接収されワシントンハイツとなり、1955年には本施設の所在地に独身将校用宿舎が建設された。ワシントンハイツは1964年東京オリンピックの開催を機に、日本国に全面返還され、五輪期間中に同宿舎は女子選手村として使用された。五輪閉会後に選手村跡地の一部をオリンピック記念青少年総合センターとして利用することが決定し、1965年4月に運営する特殊法人が文部省の所管として発足。翌年1月から研修生の受け入れを開始した。
施設には、体育館、研修棟、浴場等が必要に応じ増設された。だが、1980年代半ばには老朽化が顕著となったこと、宿泊施設が大人数の部屋であるほか、浴場も大浴場しかないなど、社会構造の変化や多様化するニーズに対応することを踏まえ、1988年に2期に分け新築工事が実施されることが決まった。
この方針に則り、1992年3月から第1期分として、前面道路から奥まった東側の明治神宮と接するエリアで宿泊A、B、C、D棟および国際交流棟の工事が着工。1995年1月に1期工事は竣工した。次いで、同年11月に2期工事分のセンター棟およびスポーツ棟、1998年3月までにカルチャー棟および地下駐車場・案内所等がそれぞれ着工。2001年3月にすべての施設が竣工し、同年9月にカルチャー棟の受入れ開始によって全面新装オープンした。カルチャー棟は、青少年の文化系団体等による音楽、演劇、舞踊等の練習及び発表の場などとして利用できる複合文化施設で、大ホール、小ホール、リハーサル室、中練習室、小練習室、美術室、和室、工芸室、展示コーナー等を備える施設となっている。
設備や立地に対して、宿泊費や施設使用料が比較的安価であり、個人のほか、スポーツ、企業の研修会、修学旅行生の宿泊、NPOや学生団体などの集会やイベント開催等でも利用されている。1980年代から1990年代にかけては、中国残留孤児の捜索の一団が来日した際の定宿としても知られた。宿泊A棟とD棟については2010年10月1日から団体やセンターで行われる研修参加者の他、個人での予約利用が可能となった。

## 沿革
- 1965年（昭和40年）： 東京オリンピック旧選手村跡地に、青少年育成のための学習活動・研修活動のための場を提供することを目的に、文部省所管の特殊法人としてオリンピック記念青少年総合センター設立。
- 1980年（昭和55年）： 文部省附属の国立オリンピック記念青少年総合センター（国の組織）に移行。
- 1991年（平成3年）： 整備基本構想に基づき工事が着工。
- 2001年（平成13年）： 文部科学省所管の独立行政法人国立オリンピック記念青少年総合センターに改組。
- 2006年（平成18年）： 独立行政法人国立オリンピック記念青少年総合センターは、独立行政法人国立青年の家、独立行政法人国立少年自然の家と合併し、独立行政法人国立青少年教育振興機構となる。
- 2009年（平成21年）： 12月28日から2010年1月4日までの間、国と東京都による公設派遣村が設置。
- 2012年（平成24年）：施設内にあった東京代々木ユースホステルが営業終了。

## 交通
- 小田急線参宮橋駅：徒歩7分
- 東京メトロ千代田線代々木公園駅：4番出口から徒歩10分

## ギャラリー

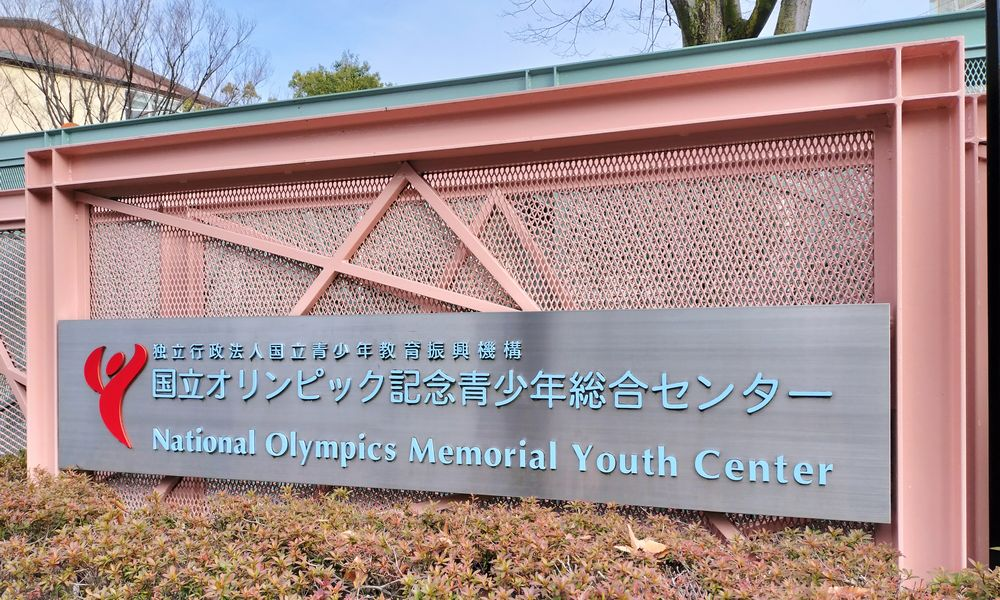
施設名
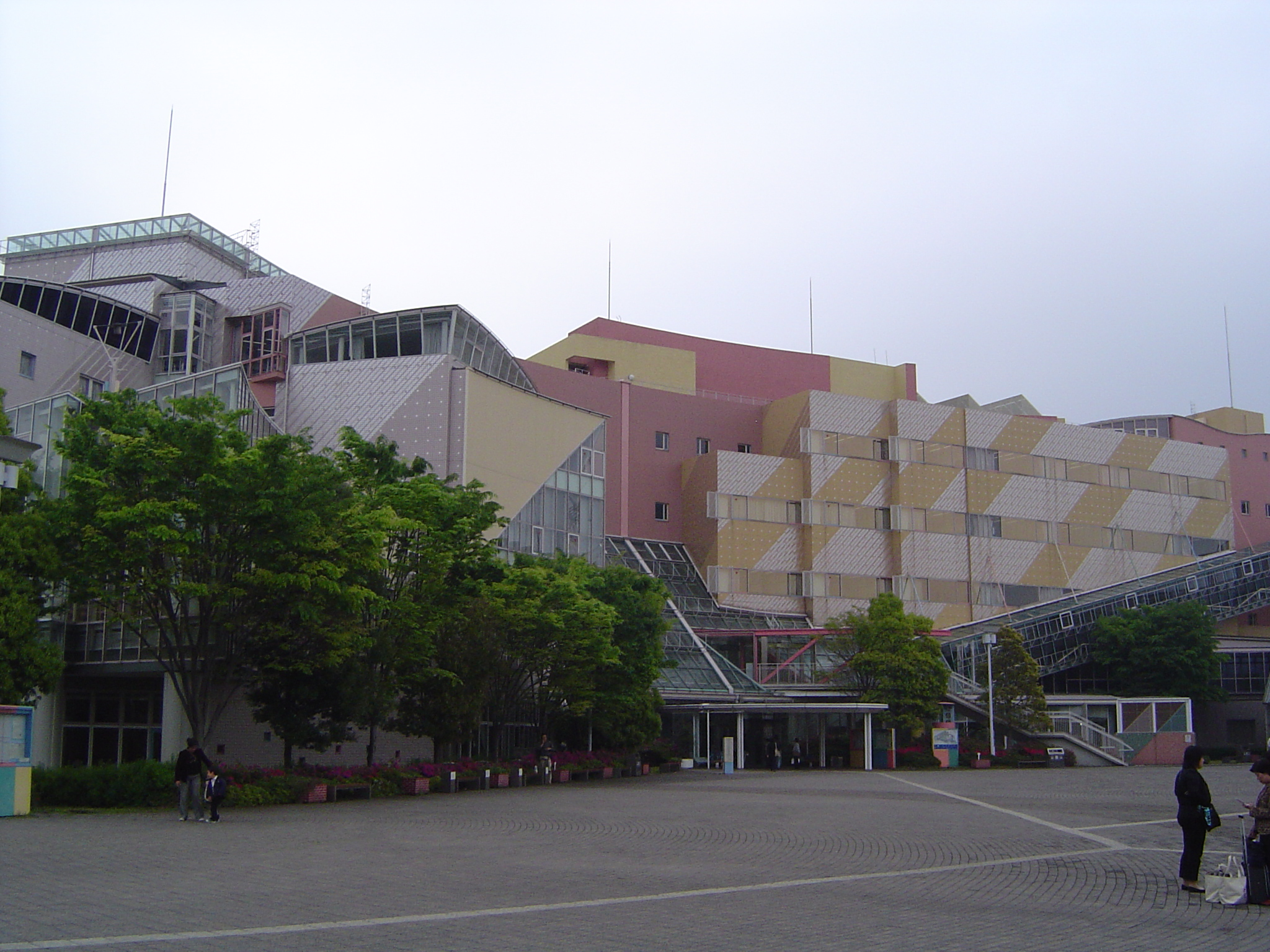
センター棟
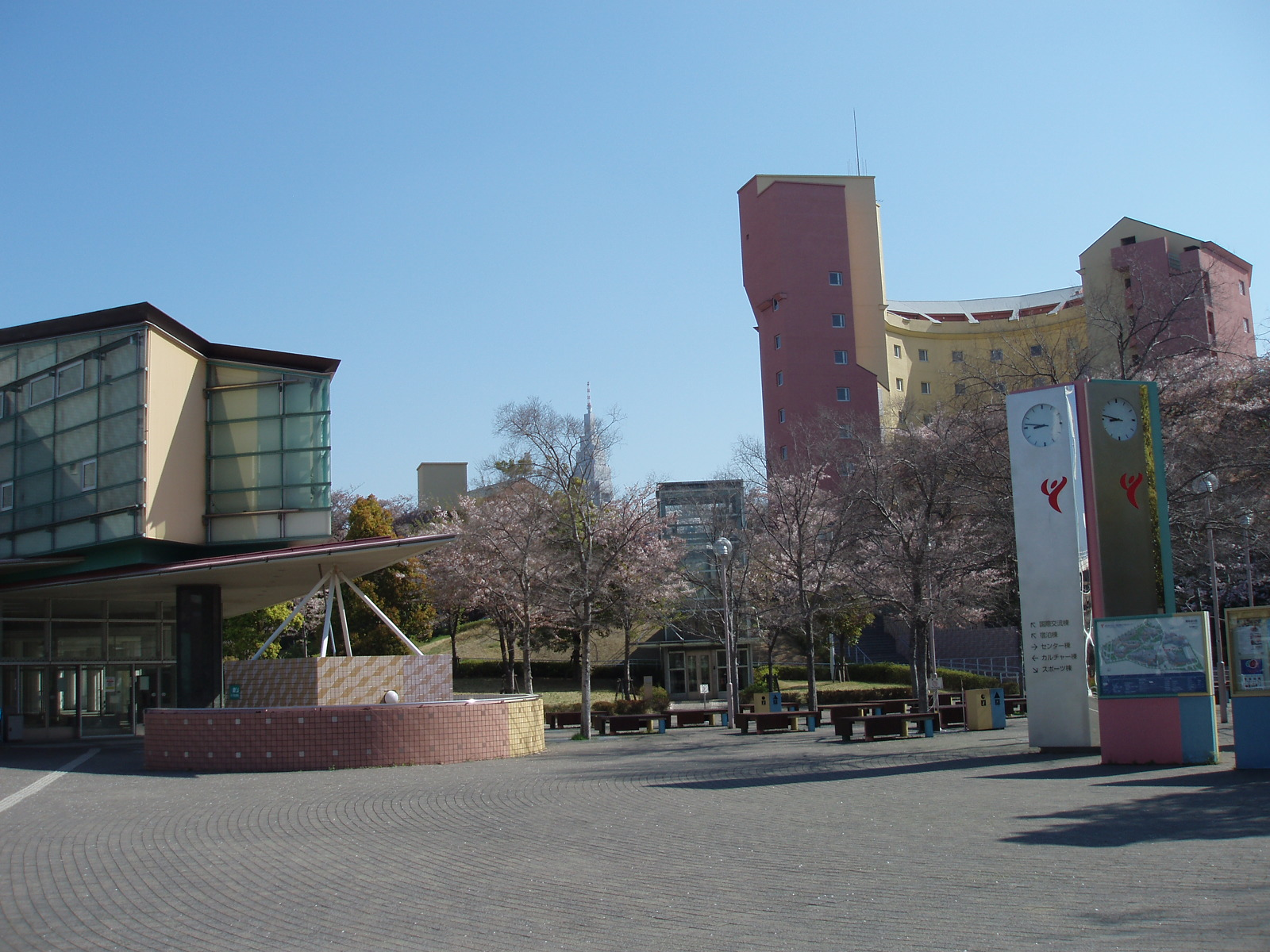
国際交流棟（右）とカルチャー棟（左）
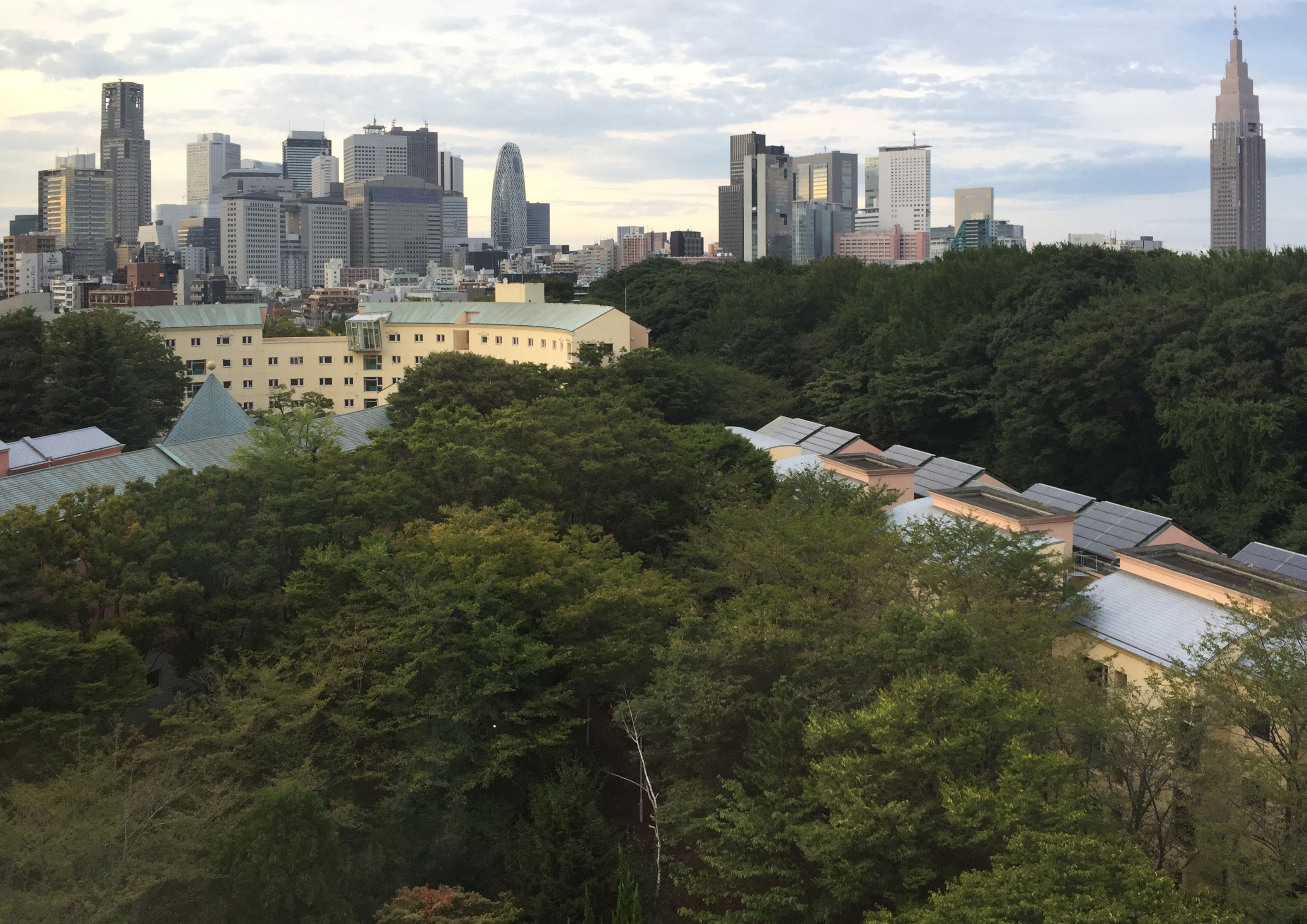
宿泊D棟から見た他の宿泊棟
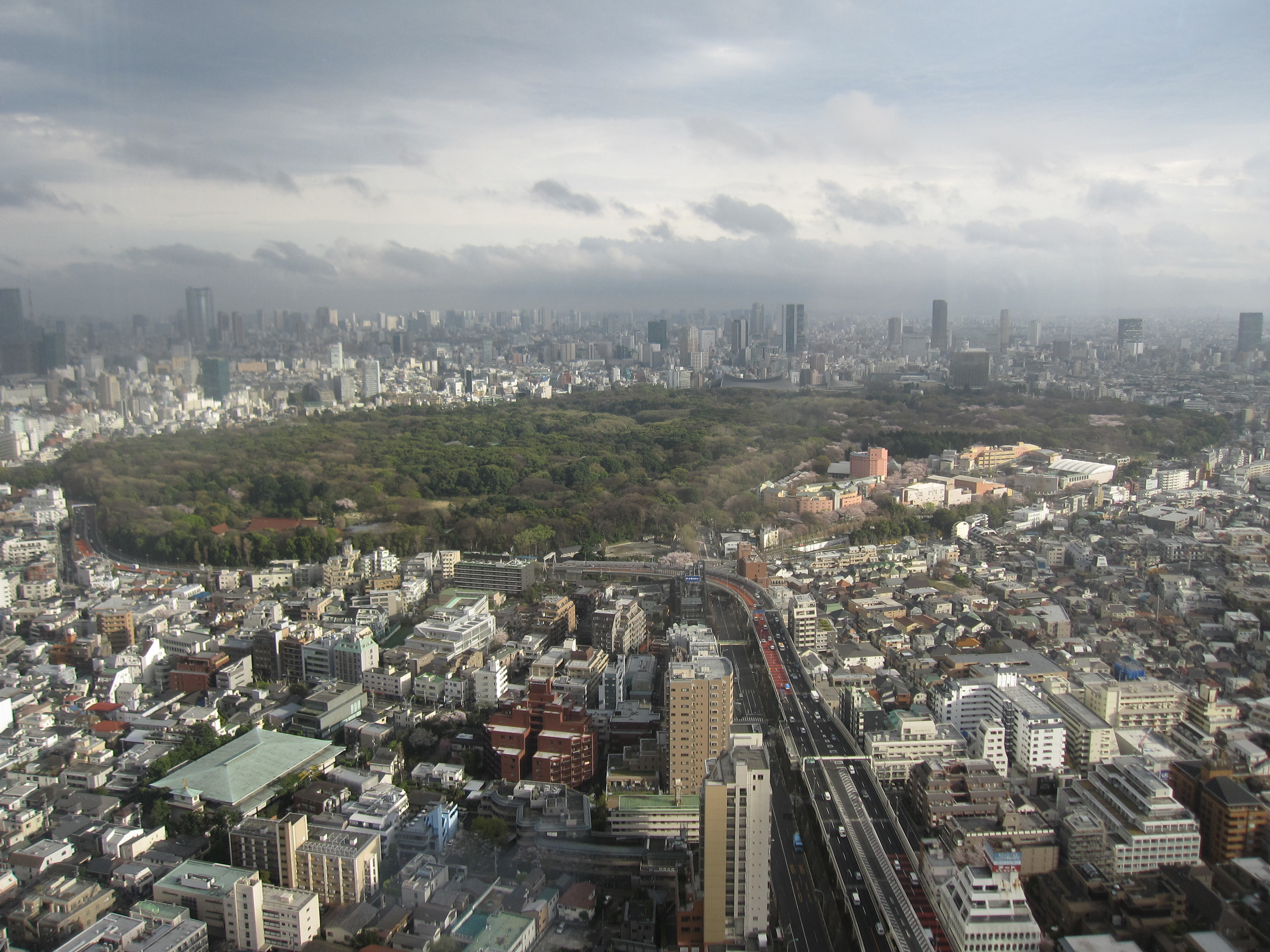
西新宿の高層ビルから渋谷方面を眺めた様子。明治神宮の右手前が青少年総合センター

## その他
- センター内にはコンビニエンスストアの生活彩家青少年総合センター店がある[5]。